# Station TGV Haute-Picardie
Station TGV Haute-Picardie is een spoorwegstation aan de spoorlijn Gonesse - Lille, onderdeel van de LGV Nord. Het ligt in de Franse gemeente Ablaincourt-Pressoir in het departement Somme (Picardië).

## Geschiedenis
In de eerste plannen voor de LGV Nord zou de hogesnelheidslijn via Amiens gaan lopen. De lijn zou zich dan na Amiens verdelen in twee takken, richting Lille en richting de Kanaaltunnel. Uiteindelijk werd gekozen voor een tracé over de lengte van 130 kilometer langs de A1, vanwege een betere inpasbaarheid in Île-de-France, lagere kosten door de bundeling met de A1 en een kortere reistijd naar Lille. Om Amiens toch een aansluiting te bieden op de TGV werd tussen Amiens en Saint-Quentin het station TGV Haute-Picardie gebouwd. Het station werd op 3 juli 1994 geopend.

## Ligging
Het station ligt op kilometerpunt 110,823 van de spoorlijn Gonesse - Lille. Het station ligt bij het knooppunt tussen de snelwegen A1 en A29.

## Het station
Het station heeft twee perronsporen en twee passeersporen. Het station heeft een klein stationsgebouw met balies, kaartautomaten en catering. Een tunnel verbindt het westelijke perron, voor de treinen naar het zuiden, en het stationsgebouw met het oostelijke perron voor de treinen naar het noorden.
Bijzonder aan dit station is dat reizigers pas op het perron mogen wanneer de hogesnelheidstrein aangekomen is. De reden hiervoor is dat TGV Haute-Picardie een van de weinig stations is op het Franse hogesnelheidsnetwerk waar er geen fysieke barrière is tussen de sporen van de stoppende treindiensten en "doorgaande" sporen. Door deze procedure te volgen wil men reizigers op de perrons beschermen tegen mogelijk rondvliegende ballast (de stenen tussen de sporen) wat kan gebeuren wanneer een trein met hoge snelheid passeert.

## Diensten
Het station wordt aangedaan door TGV-treinen tussen Lille-Europe/Brussel-Zuid en Zuid-Frankrijk, TGV-treinen tussen Lille-Europe en Straatsburg en TER-shuttlebussen naar station Amiens en station Saint-Quentin. Op het station stoppen geen treinen richting Paris-Nord, aangezien Amiens en Saint-Quentin sneller bereikt kunnen worden via TER-treinen over de klassieke spoorlijnen, dan via de combinatie TGV/shuttlebus.
In 2025 was er protest omdat het aantal treinen per dag gedaald was van 24 tot 14. 